# Forton (Staffordshire)
Forton – wieś w Anglii, w hrabstwie Staffordshire. Leży 17 km na zachód od miasta Stafford i 209 km na północny zachód od Londynu.